# IPad Air (6-го поколения)
iPad Air (6-го поколения) — планшетный компьютер, разработанный и продаваемый корпорацией Apple. Был представлен 7 мая 2024 года на специальном мероприятии Apple «Let Loose» в Apple Park в Купертино. Предзаказы стартовали в тот же день, и планшет поступил в продажу 15 мая того же года. Является шестым по счету в линейке iPad Air, а также первым поколением, выпущенным сразу в двух размерах – 11- и 13-дюймовом.

## Основные особенности

### Аппаратное обеспечение
Планшет получил чип Apple M2, имеющий 8 процессорных ядер, 10 графических ядер и 16-ядерный Neural Engine, способный обрабатывать 15,8 триллионов операций в секунду. Apple заявляет о 15% приросте мощности CPU, 25% приросте мощности GPU и о 40% приросте производительности NPU, а также на 50% возросшей пропускной способности памяти по сравнению с его предшественником. Также заявляется о приросте производительности до трёх раз по сравнению с iPad Air четвёртого поколения.
Планшеты оснащены дисплеями Liquid Retina с диагональю 11 или 13 дюймов, которые имеют разрешение 2360×1640 или 2732×2048 пикселей (с плотностью 264 пикселей на дюйм), поддержку широкого цветового охвата (P3), функцию True Tone, а также они полностью ламинированные, имеют устойчивое олеофобное и антибликовое покрытия, имеют яркость 500 кд/м² (600 кд/м² в 13-дюймовых моделях) и поддерживают определение положения Apple Pencil на расстоянии вплоть до 12 мм.
Фронтальная камера с разрешением 12 МП, апертурой ƒ/2.4 и поддержкой Smart HDR 4 теперь перенесена на боковой торец планшета и находится в альбомной ориентации, как и на iPad 10-го поколения.

### Связь
iPad Air шестого поколения получил поддержку сетей Wi-Fi 6E, скорость которых в два раза выше по сравнению с предшественником, а также поддержку протокола Bluetooth 5.3. Cellular-модели также лишились поддержки физических SIM-карт, тем самым имея возможность активации только через eSIM.